# گروه تیکان
گروه تیکان (انگلیسی: Tecan Group) شرکت تجهیزات پزشکی سوئیسی است، که در سال ۱۹۸۰ تأسیس شد.